# Pinku eiga
Pinku eiga (ピンク映画, pel·lícula rosa) en el seu sentit més ampli inclou gairebé qualsevol pel·lícula cinematogràfica japonesa que inclogui nuesa (per tant, 'rosa') o ofertes amb contingut sexual. Això abasta tot, des de drames fins a thrillers d'acció i pel·lícules d'explotació..

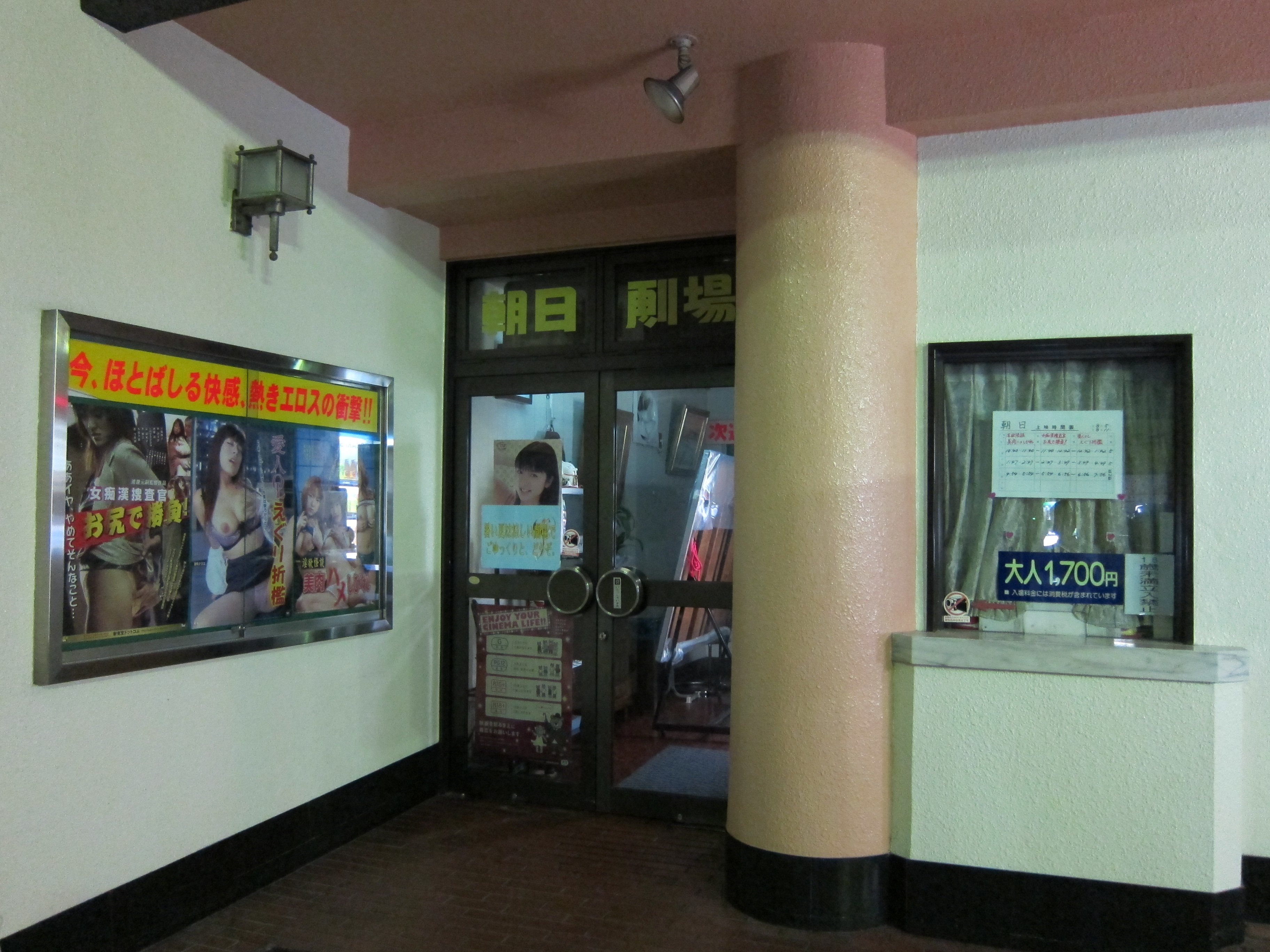
Sala de cinema pinku a Gifu

Alguns escriptors utilitzen el terme «pel·lícula rosa» per a pel·lícules sexuals japoneses produïdes i distribuïdes per estudis independents més petits com OP Eiga, Shintōhō Eiga, Kokuei i Xces. En aquest sentit més restringit, la sèrie Roman Porno de Nikkatsu, la sèrie Pinky Violence de Toei Company i les pel·lícules de Tokatsu distribuïdes per Shochiku no s'hi inclourien ja que aquests estudis tenen xarxes de distribució molt més grans.

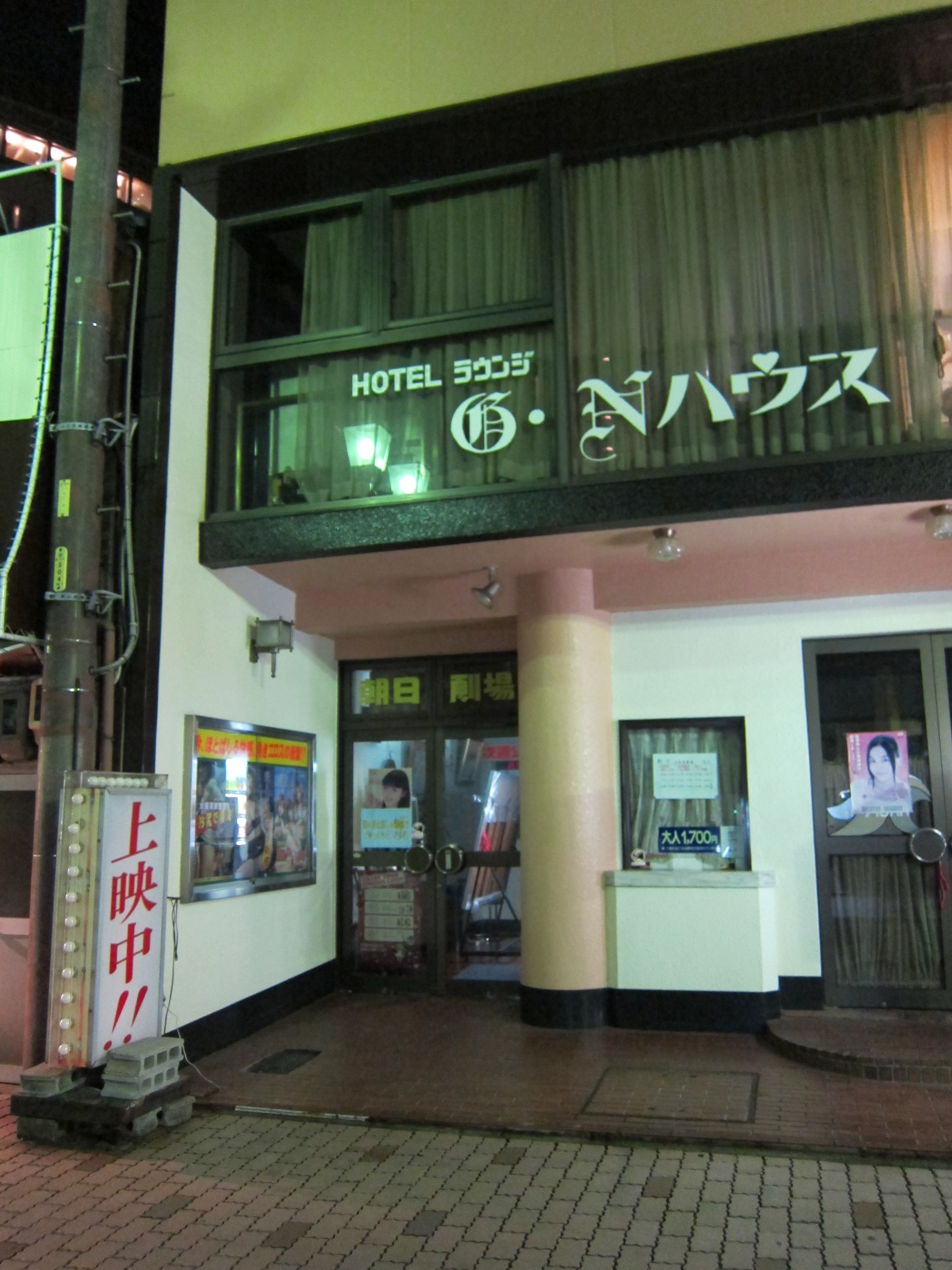
Una altra sala de cinema pinku

Fins a principis dels anys 2000, es van rodar gairebé exclusivament en pel·lícula de 35 mm. Recentment, els cineastes han utilitzat cada cop més el vídeo (tot i que mantenen el seu èmfasi en la narrativa softcore). Molts cinemes van canviar 35 mm per projectors de vídeo i van començar a confiar en vídeos antics per satisfer la demanda de projeccions de tres funcions.

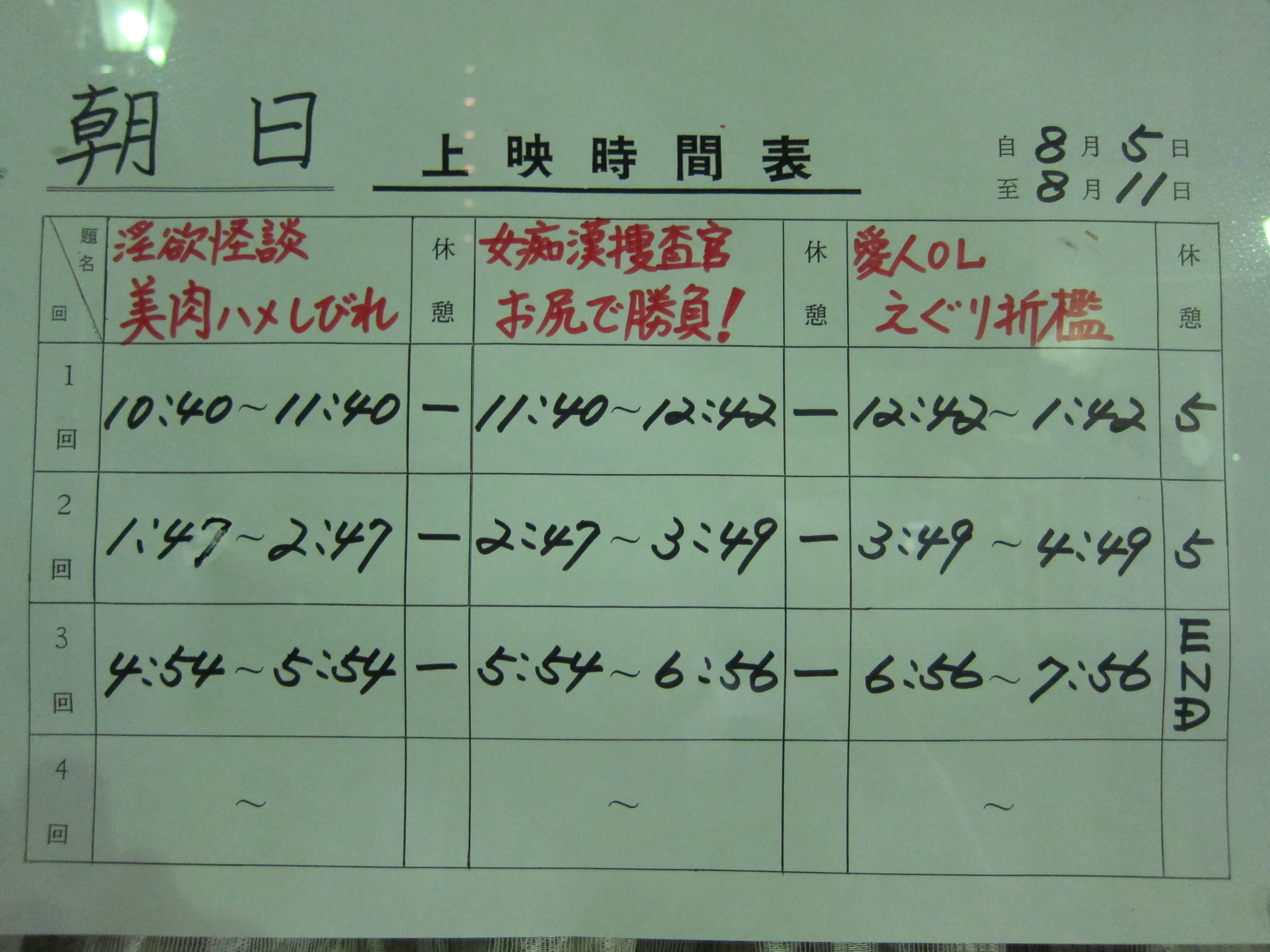
Programació d'un cinema pinku

Les pel·lícules pinku es van fer molt populars a mitjans de la dècada de 1960 i van dominar el cinema nacional japonès fins a mitjans de la dècada de 1980. A la dècada de 1960, les pel·lícules pinku eren en gran part producte de petits estudis independents. Al voltant de 1970, el gran estudi Nikkatsu va començar a centrar-se gairebé exclusivament en contingut eròtic, però Toei, una altra gran productora de cinema, va començar a produir una línia del que es va conèixer com a pel·lícules «Pinky Violence». Amb el seu accés a més valors de producció i talent, algunes d'aquestes pel·lícules es van convertir en èxits crítics i populars. Tot i que l'aparició del vídeo per adults va portar els espectadors a allunyar-se del cinema pinku als anys vuitanta, encara s'estan produint pel·lícules d'aquest gènere.

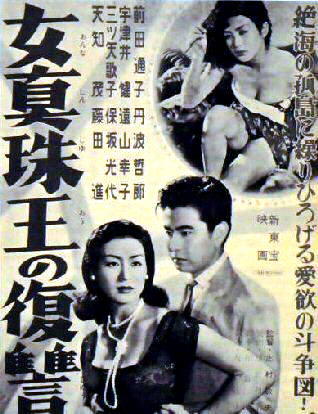
Michiko Maeda

## Descripció
La «pel·lícula pinku», o «eroducció» (producció eròtica) com es va anomenar primer, és un gènere cinematogràfic sense un equivalent exacte a Occident. Encara que els consideren pornografia, s'ha suggerit que serien més apropiats els termes «erotisme», «porno tou» i «sexplotació», encara que cap d'ells coincideix precisament amb el gènere de la pel·lícula pinku.
La junta d'ètica cinematogràfica japonesa Eirin fa temps que ha fet complir la prohibició de mostrar els genitals i el pèl púbic. Aquesta restricció va obligar els cineastes japonesos a desenvolupar de vegades mètodes elaborats per evitar mostrar les «parts de treball», com diu l'historiador del cinema estatunidenc Donald Richie. Va escriure:
| « | Les eroduccions són les més baixes del softcore, i tot i que hi ha molta visualització de pits i natges, tot i que hi ha simulacions de coit, mai es mostra cap de les parts de treball. De fet, un pèl púbic trenca un codi no escrit però observat de prop. Encara que aquest darrer problema es resol afaitant les actrius, el més gran queda: com estimular quan falten els mitjans. | » |

Per evitar aquesta censura, la majoria de directors japonesos van col·locar accessoris (làmpades, espelmes, ampolles, etc.) en llocs estratègics per bloquejar les parts del cos prohibides. Quan això no s'ha fet, les tècniques alternatives més habituals són la codificació digital, que cobreix l'àrea prohibida amb una caixa negra o una taca blanca difusa, coneguda com a mosaic o «nebulització».
Alguns han afirmat que és aquesta censura la que dona al cinema eròtic japonès el seu estil particular. Richie va escriure:
| « | La pornografia americana es manté per sempre al seu nivell elemental perquè, mostrant-ho tot, no necessita fer res més; Les eroducions japoneses han de fer una altra cosa, ja que no poden mostrar-ho tot. L'impuls embotit ha creat unes obres d'art extraordinàries, algunes pel·lícules entre elles. Cap d'aquests, però, es troba entre les eroducions. | » |

Richie fa una distinció entre les pel·lícules eròtiques dels grans estudis com Nikkatsu i Toei i les pel·lícules pinku de baix pressupost produïdes per independents com OP Eiga.
Contraposant la pel·lícula pink amb les pel·lícules pornogràfiques occidentals, Pia Harritz diu: «El que realment destaca és la capacitat del pinku eiga per implicar l'espectador en més que escenes amb primers plans dels genitals i, finalment, la complexitat del representació del gènere i la ment humana."
Richie i Harritz enumeren els elements fonamentals de la fórmula de la pel·lícula pinku com:
1. La pel·lícula ha de tenir una quota mínima exigida d'escenes de sexe[12]
2. La pel·lícula ha de durar aproximadament una hora[13]
3. S'ha de gravar en pel·lícules de 16 mm o 35 mm en el termini d'una setmana[14]
4. La pel·lícula s'ha de fer amb un pressupost molt limitat[15]

## Història

### Antecedents
Els anys posteriors al final de la Segona Guerra Mundial, l'erotisme s'havia fet camí al cinema japonès. El primer petó que es va veure a una pel·lícula japonesa, discretament mig amagat per un paraigua, va causar sensació nacional l'any 1946. Encara que durant la dècada de 1940 i principis de la dècada de 1950 la nuesa a les sales de cinema japoneses, com a la major part del món, era un tabú, algunes pel·lícules de mitjans dels anys 50, com ara les pel·lícules femenines de Shintoho sobre submarinistes protagonitzades per la gran Michiko Maeda, van començar a mostrar més carn del que s'hauria imaginat anteriorment al cinema japonès. Durant el mateix període, les pel·lícules taiyozoku sobre la tribu juvenil «Sun Tribe», com ara la de Kō Nakahira Kurutta kajitsu (1956), va introduir una franquesa sexual sense precedents a les pel·lícules japoneses.
Pel·lícules estrangeres d'aquells anys, com L'estiu amb Monika d'Ingmar Bergman' (1953), Les Amants de Louis Malle (1958), i The Immoral Mr. Teas de Russ Meyer (1959) van introduir la nuesa femenina al cinema internacional i van ser importades al Japó sense problemes. No obstant això, fins a principis de la dècada de 1960, les representacions gràfiques de la nuesa i el sexe a les pel·lícules japoneses només es podien veure en «stag films» d'un sol rodet, fetes per productors de cinema com els que es mostren a Erogotoshitachi de Shohei Imamura (1966).

### Primera onada (L'"Era de la competició» 1962–1971)
La primera onada del pinku eiga al Japó va ser contemporània amb els gèneres similars de Sexplotació dels Estats Units, els «nudie-cuties» i «roughies». La nuesa i el sexe van entrar oficialment al cinema japonès amb Satoru Kobayashi, la controvertida i popular producció independent Flesh Market (Nikutai no Ichiba, 1962), que es considera la primera veritable pel·lícula pink. Feta amb 8 milions de iens, el llargmetratge independent de Kobayashi va recaptar més de 100 milions de iens. Kobayashi va romandre actiu en la direcció de pel·lícules pink fins als anys noranta. Tamaki Katori, l'estrella de la pel·lícula, es va convertir en una de les primeres estrelles del cinema pink, va aparèixer en més de 600, i va guanyar el títol de «Princesa pink».
El 1964, el dissident kabuki, director de teatre i cinema Tetsuji Takechi va dirigir Hakujitsumu, una pel·lícula de gran pressupost distribuïda pel gran estudi Shochiku. La Black Snow (1965) de Takechi, va acabar amb la detenció del director acusat d'obscenitat i en un judici d'alt perfil, que es va convertir en una batalla important entre els intel·lectuals japonesos i l'establishment. Takechi va guanyar la demanda i la publicitat al voltant del judici va ajudar a provocar un auge en la producció de pel·lícules pinku.
En la introducció al Japanese Cinema Encyclopedia: The Sex Films de Weisser, l'actriu Naomi Tani anomena aquest període de la producció pink «L'era de la competició». Tot i que els estudis més importants del Japó, com Nikkatsu i Shochiku van fer incursions ocasionals en l'eròtica a la dècada de 1960, com ara Nikutai no mon del director Seijun Suzuki (1964), la primera pel·lícula japonesa convencional que va contenir nuesa, la majoria de pel·lícules eròtiques van ser realitzades pels independents. Els estudis independents com Nihon Cinema i World Eiga van fer desenes d'"eroduccions» barates i rendibles. Entre els estudis independents més influents que van produir pel·lícules pink en aquesta època es trobaven Shintōhō Eiga (el segon estudi que va utilitzar aquest nom), Million Film, Kantō i Ōkura. Normalment es mostren en un programa de tres pel·lícules, aquestes pel·lícules les van fer aquestes companyies per mostrar-les a la seva pròpia cadena de sales especialitzades.
Un altre gran estudi de pinku eiga, Wakamatsu Studios, va ser format pel director Kōji Wakamatsu el 1965, després de deixar Nikkatsu. Conegut com «El Padrí Pink», i anomenat «el director més important que va sorgir en el gènere del pinku eiga», Les produccions independents de Wakamatsu són obres respectades per la crítica generalment relacionades amb el sexe i violència extrema barrejada amb missatges polítics. Les seves primeres pel·lícules més controvertides sobre la misogínia i el sadisme són Taiji ga Mitsuryō Suru Toki (1966), Okasareta Hakui (1967), i Yuke Yuke Nidome no Shojo (1969).
Tres altres directors importants de pinku eiga d'aquesta època, Kan Mukai, Kin'ya Ogawa i Shin'ya Yamamoto són coneguts com «Els herois de la primera onada». El 1965, el mateix any en què Wakamatsu es va independitzar, els directors Kan Mukai i Giichi Nishihara van establir les seves pròpies companyies de producció: Mukai Productions i Aoi Eiga.
La «primera reina de les pel·lícules sexuals japoneses» va ser Noriko Tatsumi, que va fer pel·lícules a World Eiga i Nihon Cinema amb el director Kōji Seki. Altres grans reines del sexe de la primera onada del pinku eiga van ser Setsuko Ogawa, Mari Iwai, Keiko Kayama, i Miki Hayashi. Altres estrelles del pinku eiga de l'època són Tamaki Katori, que va aparèixer en moltes pel·lícules per a Giichi Nishihara i Kōji Wakamatsu; Kemi Ichiboshi, l'especialitat del qual era interpretar el paper d'una innocent violada; i Mari Nagisa. Estrelles més joves com Naomi Tani i Kazuko Shirakawa estaven començant la seva carrera i ja es feien noms a la indústria del pinku eiga, però avui són més recordades pel seu treball amb Nikkatsu durant la dècada de 1970

### "Pinky Violence» de Toei
Fins a finals de la dècada de 1960, el mercat del «pinku eiga» era gairebé totalment el domini d'empreses independents de baix pressupost. A principis de la dècada de 1970, quan perdien la seva audiència per la televisió i les pel·lícules americanes importades, els principals estudis cinematogràfics del Japó lluitaven per la supervivència. L'any 1972, Richie va informar: «Al Japó, l'eroducció és l'únic tipus de pel·lícula que manté un patrocini assegurat».
Per aprofitar aquesta lucrativa audiència, el gran estudi Toei va entrar al mercat d'explotació l'any 1971. En pel·lícules com la seva sèrie ero-guro i la sèrie Tokugawa onna keibatsu-shi. de finals de la dècada de 1960, el director Teruo Ishii va proporcionar un model per les empreses d'explotació de Toei «establint una mescla incòmoda de comèdia i tortura». El productor Kanji Amao va dissenyar un grup de sèries: shigeki rosen (Línia sensacional), ijoseiai rosen (Línia anormal) i harenchi rosen (Línia sense vergonya), avui coneguda col·lectivament com la «Violència pinky» de Toei. La majoria de les pel·lícules de Toei en aquest estil utilitzaven l'erotisme juntament amb històries violentes i plenes d'acció. Algunes d'aquestes pel·lícules tenen el tema de dones fortes que exigeixen venjança violenta per les injustícies del passat. La sèrie es va llançar amb les pel·lícules Delinquent Girl Boss (Zubeko Bancho) protagonitzades per Reiko Oshida. Altres sèries del gènere Pinky Violence incloïen les pel·lícules Girl Boss (Sukeban) de Norifumi Suzuki i les pel·lícules de Kyōfu Joshi Kōkō, ambdues protagonitzades per Reiko Ike i Miki Sugimoto.
Altres exemples de pel·lícules de Toei en aquest gènere inclouen la sèrie Sasori (Scorpion) de Shunya Ito de pel·lícules de dones a la presó basada en el manga de Toru Shinohara. Començant amb Joshû 701-gô: Sasori (1972), la sèrie Scorpion era protagonitzada per Meiko Kaji, qui havia abandonat Nikkatsu Studios per distanciar-se de la seva sèrie Roman Porno. Toei també va establir l'estàndard per a les pel·lícules japoneses de nunsploitation (un subgènere importat d'Itàlia) amb l'aclamada per la crítica Seijū gakuen (1974) dirigida per Norifumi Suzuki. Toei també va produir tota una sèrie de pel·lícules eròtiques de samurais com «Bōhachi Bushidō: Poruno Jidaigeki» (1973).

### "Roman Porno» de Nikkatsu
L'any 1971, Takashi Itamochi, president de Nikkatsu, l'estudi de cinema important més antic del Japó, va decidir aturar la participació de la seva pròpia empresa amb pel·lícules d'acció i començar a fer pel·lícules de sexplotació. Com Toei, Nikkatsu havia fet algunes pel·lícules anteriors al mercat de sexplotació, com ara Ensetsu Meiji jakyô-den (1968) i Hichô: Onna ukiyo jôshi (1968), que comptava amb més de 30 estrelles de cinema sexual en aparicions cameo. Nikkatsu va llançar la seva sèrie Roman Porno el novembre de 1971 amb Danchizuma hirusagari no jōji, protagonitzada per Kazuko Shirakawa. La pel·lícula es va convertir en un gran èxit, va inspirar 20 seqüeles en set anys, va establir Shirakawa com la primera «Reina» de Nikkatsu i va llançar amb èxit la sèrie roman porno d'alt perfil. El director Masaru Konuma va dir que el procés de fer Roman Porno va ser el mateix que el de fer una pel·lícula pinku excepte pel pressupost més alt. Nikkatsu va fer aquestes pel·lícules pinku de major qualitat gairebé exclusivament, a un ritme mitjà de tres al mes, durant els propers disset anys.
Nikkatsu va donar als seus directors de roman porno una gran llibertat artística a l'hora de crear les seves pel·lícules, sempre que complissin la quota mínima oficial de quatre escenes de nu o de sexe per hora. El resultat va ser una sèrie popular tant entre el públic com entre la crítica. Un o dos Roman Pornos van aparèixer a la part superior de les llistes top-ten de crítics japonesos cada any al llarg de la sèrie. Les pel·lícules de sexe de més alta qualitat de Nikkatsu, essencialment, van allunyar el mercat del cinema pinku dels estudis independents més petits fins a mitjans dels anys 80, quan vídeos per a adults va començar a atreure molta més clientela que el pinku eiga.
Tatsumi Kumashiro va ser un dels principals directors del Roman Porno. Kumashiro va dirigir una sèrie d'èxits financers i crítics sense precedents a la història del cinema japonès, com ara Ichijō Sayuri: nureta yokujō (1972) i Akai Kami no Onna (1979), protagonitzada per Junko Miyashita. Fou conegut com el «Rei del Roman porno de Nikkatsu" Noboru Tanaka, director de Jitsuroku Abe Sada (1975), és jutjat per molts crítics d'avui com el millor dels directors de Roman Porno de Nikkatsu. El subgènere S&M del Roman Porno es va establir el 1974 quan l'estudi va contractar Naomi Tani per protagonitzar Hana to hebi (basada en una novel·la d'Oniroku Dan), i Ikenie Fujin, ambdues dirigides per Masaru Konuma. La immensa popularitat de Tani la va establir com la tercera reina Roman Porno de Nikkatsu, i la primera de les seves reines S&M.
Tani també va ser dirigida per l'important director Shôgorô Nishimura en títols que es van convertir en clàssics, com Dan Oniroku nawa geshō (1978).
Altres subgèneres de pinku eiga desenvolupat sota la línia Roman Porno van incloure «Violent Pink», establerta el 1976 pel director Yasuharu Hasebe.

### Dècada del 1980
Quan la propietat dels VCR es va estendre per primera vegada a principis dels anys 80, els vídeos per adults van aparèixer i ràpidament es van fer molt populars. Ja l'any 1982, els AV ja havien aconseguit una quota aproximadament igual del mercat de l'entreteniment per adults amb les pel·lícules eròtiques teatrals. El 1984, les noves polítiques de censura del govern i un acord entre Eirin (la junta japonesa de classificació de pel·lícules) i les companyies de cinema pinku van augmentar les dificultats de Nikkatsu posant noves restriccions dràstiques a les pel·lícules cinematogràfiques. Els beneficis de les pel·lícules pinku van caure un 36% en un mes després de la nova sentència. Eirin va donar un greu cop a la indústria del pinku eiga el 1988 en introduir requisits més estrictes per a les pel·lícules relacionades amb el sexe. Nikkatsu va respondre descontinuant la seva línia Roman Porno. Bed Partner (1988) va ser la pel·lícula final de la venerable sèrie Roman Porno de 17 anys. Nikkatsu va continuar distribuint pel·lícules amb el nom de Ropponica i pel·lícules pinku a través d'Excess Films, però aquestes no van ser tan populars ni tan respectades per la crítica com ho havia estat la sèrie Roman Porno en el seu apogeu. A finals de la dècada de 1980, els vídeos per adults s'havien convertit en la principal forma d'entreteniment cinematogràfic per adults al Japó.
Els directors dominants de pinku eiga dels anys vuitanta, Genji Nakamura, Banmei Takahashi i Mamoru Watanabe són coneguts col·lectivament com «Els tres pilars del pinku». Tots tres eren veterans de la indústria del film pinku des dels anys seixanta. Aconseguint protagonisme a la dècada de 1980, un moment en què la pel·lícula porno cinematogràfica s'enfrontava a dificultats considerables en diversos fronts, aquest grup és conegut per elevar la «pel·lícula pinku» per sobre dels seus orígens baixos concentrant-se en la delicadesa tècnica i el contingut narratiu. Alguns crítics van batejar l'estil de les seves pel·lícules com «art pinku».
Quan Nakamura es va unir a Nikkatsu el 1983, ja havia dirigit més de 100 pel·lícules. Tot i que les trames de les seves pel·lícules, que podrien ser extremadament misògines, no eren molt respectades, el seu estil visual li va fer guanyar una reputació de «sensibilitat eròtica». Nakamura en va dirigir una de les primeres pel·lícules japoneses àmpliament distribuïdes i ben acollides amb un tema homosexual, Legend of the Big Penis: Beautiful Mystery (1983), per Nikkatsu's ENK Productions, que va ser fundada el 1983 per centrar-se en «pel·lícules rosades» de temàtica gai. Algunes de les posteriors «pel·lícules pinku» de Nakamura van ser dirigides a col·laboració amb Ryūichi Hiroki, i Hitoshi Ishikawa sota el pseudònim de grup Go Ijuin.
Banmei Takahashi va dirigir «pinku eiga» complex i molt estilístic, incloent New World of Love (1994), la primera pel·lícula teatral japonesa que mostra genitals. Un altre director de culte destacat d'aquesta època, Kazuo «Gaira» Komizu, és conegut per les seves pel·lícules «splatter-eros» influenciades per Herschell Gordon Lewis, que fan un pont entre els gèneres de terror i eròtica.

### Dècada del 1990
Nikkatsu, el major productor japonès de «pel·lícules pinku» durant les dècades de 1970 i 1980, va presentar una declaració de fallida el 1993. No obstant això, fins i tot en aquest període més difícil per la pinku eiga, el gènere mai es va extingir del tot i va continuar explorant nous àmbits artístics. De fet, en aquest moment la pinku eiga era vista com un dels últims refugis de l' «auteur» al Japó. Sempre que el director proporcionés el nombre necessari d'escenes de sexe, era lliure d'explorar els seus propis interessos temàtics i artístics.
Tres dels directors de pinku eiga més destacats dels anys 90, Kazuhiro Sano, Toshiki Satō i Takahisa Zeze van debutar com a directors el 1989. Un quart, Hisayasu Satō, va debutar l'any 1985. Aconseguint protagonisme durant un dels moments més precaris pel pinku eiga, aquests directors van treballar sota el supòsit que cada pel·lícula podia ser l'última, i van ignorar en gran manera el seu públic per concentrar-se en temes intensament personals i experimentals. Aquests directors fins i tot van trencar una de les regles fonamentals del pinku en reduir les escenes de sexe per buscar les seves pròpies inquietuds artístiques. Les seves pel·lícules es consideraven «difícils": fosques, complexes i en gran part impopulars entre el públic «pinku» més gran. El títol "Four Heavenly Kings of Pink" (ピンク四天王, pinku shitennō) va ser aplicat a aquests directors, al principi de manera sarcàstica, pels propietaris de cinema descontents. D'altra banda, Roland Domenig, en el seu assaig sobre el pinku eiga, diu que el seu treball ofereix «un contrast refrescant amb les pel·lícules fórmules i estereotipades que conformen la major part de la producció de pinku eiga, i estan fortament influenciats per la noció del cineasta com a auteur."

### "Pinku eiga" avui
El grup destacat més nou de set directors de pinku eiga va començar com a assistents de direcció del shitennō. Les seves pel·lícules mostren estils individualistes i caràcter introspectiu indicatius de la inseguretat de la generació posterior a la bombolla del Japó. Coneguts junts com els "Set Déus Afortunats del Pinku" (ピンク七福神, pinku shichifukujin) foren Toshiya Ueno, Shinji Imaoka, Yoshitaka Kamata, Toshiro Enomoto, Yūji Tajiri, Mitsuru Meike i Rei Sakamoto. Ueno va ser el primer director d'aquest grup a assolir protagonisme, actuant com a «avançada» per al grup quan la seva Renzoku onanie: Midareppanashi (1994) va guanyar el premi «Millor pel·lícula» al Pink Grand Prix. Fundat el 1989, el Pink Grand Prix s'ha convertit en un moment destacat anual per a la comunitat pinku eiga en premiar l'excel·lència en el gènere i projectar les millors pel·lícules.
La dècada del 2000 ha vist un creixement important de l'interès internacional pel pinku eiga. Hanai Sachiko no karei na shōgai (2003) del director Mitsuru Meike va causar impressió als festivals internacionals de cinema i va obtenir elogis de la crítica. L'any 2007 es va celebrar per primera vegada a Corea del Sud un festival anual «només per a dones» de pinku eiga, i de nou al novembre de 2008. El 2008 es va formar una empresa anomenada Pink Eiga, Inc. amb l'únic propòsit de llançar pinku eiga en DVD als EUA.

## Directors
Mentre que alguns directors han utilitzat el pinku eiga com a trampolí per a la seva carrera, d'altres treballen exclusivament amb el gènere. Alguns directors notables són:
- Masao Adachi
- Tarō Araki
- Sachi Hamano
- Yasuharu Hasebe
- Ryuichi Hiroki
- Toshiharu Ikeda
- Yutaka Ikejima
- Shinji Imaoka
- Takashi Ishii
- Teruo Ishii
- Shunya Itō
- Yoshikazu Katō
- Satoru Kobayashi
- Kazuo "Gaira" Komizu
- Masaru Konuma
- Minoru Kunizawa
- Kiyoshi Kurosawa
- Tatsumi Kumashiro
- Mitsuru Meike
- Yoshimitsu Morita
- Kan Mukai
- Giichi Nishihara
- Shōgorō Nishimura
- Kōyū Ohara
- Kazuhiro Sano
- Hisayasu Satō
- Toshiki Satō
- Kōji Seki
- Kazuyoshi Sekine
- Chūsei Sone
- Masayuki Suo
- Norifumi Suzuki
- Yūji Tajiri
- Banmei Takahashi
- Tetsuji Takechi
- Tetsuya Takehora
- Yōjirō Takita
- Rumi Tama
- Noboru Tanaka
- Naoyuki Tomomatsu
- Toshiya Ueno
- Kōji Wakamatsu
- Mamoru Watanabe
- Yumi Yoshiyuki
- Takahisa Zeze

## Actrius
Algunes destacades actrius de pinku eiga han estat:
- Izumi Aki
- Minami Aoyama
- Asami
- Mayu Asada
- Lemon Hanazawa
- Yumika Hayashi
- Hotaru Hazuki
- Rinako Hirasawa
- Reiko Ike
- Yayoi Watanabe
- Kiyomi Itō
- Sakurako Kaoru
- Tamaki Katori
- Kyōko Kazama
- Maiko Kazama
- Konatsu
- Megumi Makihara
- Junko Miyashita
- Reiko Oshida
- Motoko Sasaki
- Kazuko Shirakawa
- Miki Sugimoto
- Izumi Suzuki
- Rumi Tama
- Naomi Tani
- Noriko Tatsumi
- Yumi Yoshiyuki